# Rumba
Glavni razvoj je doživjela na Kubi, a potječe iz 16. stoljeća od crnih robova koji su dovedeni iz Afrike. Rumba je skupno ime za više kubanskih plesova u paru, a prije svega znači zabavu, ples. Kao narodni ples, rumba je u svojoj biti seksualna pantomima koja se pleše jako brzo, s pretjeranim pokretima kukova i sa senzualnim i agresivnim stavom kod muškaraca, a obrambenim stavom kod žena. Rumba ima erotski karakter, a naglašena je umjetnost ženskog zavođenja. Za muziku je karakterističan staccato udarac (brzi, kratki udarac). Rumba se može plesati na više načina. U svom razvoju se stalno ritmički i oblikovno mijenjala pa tako poznajemo više vrsta rumbe, od kojih su najpoznatije rumba bolero i rumba kuban. 1930., rumba je došla u New York, a iz njega je stigla u Europu. U početku se u Europi nije previše raširila, a s vremenom je postala pravo plesno otkriće posebno nakon što su joj Francuzi dali koreografski izrađen oblik. S Drugim svjetskim ratom rumba je postala sporija i rafiniranija od originalne rumbe. Naglasak je na četvrtom udarcu. U rumbi je najbitnije gibanje kukovima,jer to partnerici daje ženstvenost.
Danas je u Europi - zahvaljujući natjecanjima u sportskom plesu - pod nazivom "rumba" poznat ples koji se razvio iz plesa originalno zvanog rumba-bolero, i koji je za razliku od gore opisanih varijanti (afrička i kubanska rumba) izuzetno lagan i senzualan. Ta rumba se pleše na glazbu modificiranog tradicionalnog španjolskog bolera, i nerijetko ju nazivaju "plesom ljubavi". Od izvorne (afričke) rumbe je zadržala tek neke - na prvi pogled čak teže prepoznatljive - elemente. Radi razlikovanja od kubanske rumbe i bolera, koji postaju sve poznatiji i kod nas, za tu se varijantu sve češće koristi naziv "sportska rumba".